# Tro

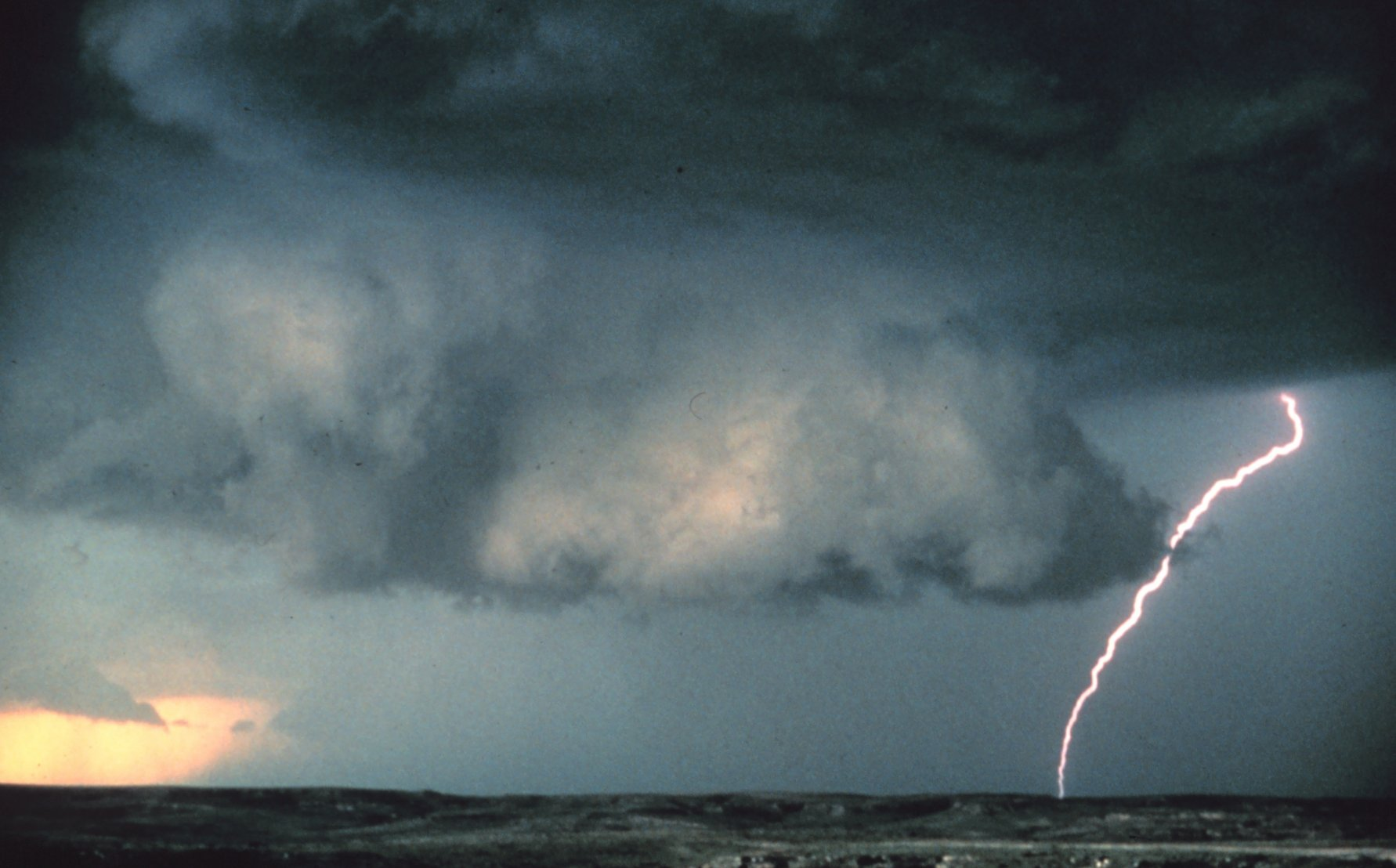

El tro és el so provocat per l'escalfament i expansió sobtats de l'aire al voltant d'un llamp i que es produeix després del llampec durant una tempesta. En aquest procés l'aire arriba a més de 43.000 graus Celsius, cosa que fa que s'expandeixi ràpidament i en refredar-se torni a contraure's.
Com que el so i la llum viatgen a velocitats diferents a través de l'atmosfera, es pot mesurar el lapse de temps entre tots dos per fer una estimació de la distància a la qual s'ha produït el llamp. La velocitat del so a l'aire és aproximadament d'uns 340 m/s, mentre que la velocitat de la llum és tan ràpida que el llamp es veu al cap de només uns quants microsegons d'haver-se originat l'esdeveniment; així, doncs, es pot calcular la distància a la qual s'ha produït un llamp a raó d'un kilòmetre per cada de 3 segons de temps que passa entre que es veu el llamp i se sent el tro.
És l'ona de xoc causada per un llamp quan aquest escalfa instantàniament l'aire que l'envolta a més de 43.000 graus Celsius. Aquest aire supercalent s'expandeix molt ràpidament i en refredar-se es torna a contraure. Aquesta ràpida expansió i contracció genera ones de xoc que són les que fan el soroll que coneixem com a tro.

## Cultura popular
Moltes cultures tenien una divinitat per al tro, com el Thor nòrdic. A vegades estava associada a la dels llamps, com el Zeus grec. Els asteques veneraven Xolotl com a causant del tro. Totes aquestes pensaven que el déu causava el tro fent un soroll amb un objecte especial, com un plateret o un martell.
Hom diu que El bon Déu arrossega els mobles quan trona.